# Тиклопідин
Тиклопідин (англ. Ticlopidine, лат. Ticlopidinum) — синтетичний препарат, який є похідним тієнопіридинів, та належить до групи антиагрегантів. Тиклопідин застосовується виключно перорально. Тиклопідин уперше синтезований у Франції, де він почав застосовуватися для профілактики тромбозів з 1978 року. Подальший маркетинг препарату у Франції та інших країнах продовжила компанія «Roche» під торговельною маркою «Тиклід», яка зареєструвала тиклопідин у США у 1991 році. Перший генеричний препарат тиклопідину виробницства канадської фірми «Apotex» зареєстрований FDA у 1999 році. З квітня 2015 року компанія «Roche» та кілька найбільших виробників генеричного тиклопідину оголосили про припинення виробництва препарату, після чого припинено його реєстрацію в США.

## Фармакологічні властивості
Тиклопідин — синтетичний препарат, що є похідним тієнопіридину та належить до групи антиагрегантів. Механізм дії препарату полягає у блокуванні Р2Y12-рецепторів тромбоцитів, що призводить до інгібування дії на них АДФ, та знижує зв'язування фібриногену з глікопротеїнами ІІв/ІІІа, наслідком чого є гальмування І та ІІ фази агрегації тромбоцитів. Тиклопідин також знижує агрегацію еритроцитів та зменшує їх деформацію, а також збільшує час кровотечі. На відміну від ацетилсаліцилової кислоти, тиклопідин інгібує не лише агрегацію, а й адгезію тромбоцитів, а також гальмують їх активацію, спричинену колагеном, адреналіном, тромбіном та серотоніном. Тиклопідин не впливає на метаболізм арахідонової кислоти. Тиклопідин знижує рівень IV фактора зсідання крові і β-тромбоглюкіну. Тиклопідин найчастіше застосовується для профілактики тромбозів або при гострих судинних патологіях (гострий коронарний синдром, інсульти) чи хронічній судинній патології (облітеруючий атеросклероз судин нижніх кінцівок або діабетична ангіопатія) переважно в комбінації з ацетилсаліциловою кислотою, і його ефективність у такій комбінації для профілактики гострих серцево-судинних подій мало відрізняється від комбінації ацетилсаліцилової кислоти з клопідогрелем або цилостазолом. У експериментальних дослідженнях вивчається ефективність використання тиклопідину при інших захворюваннях периферичних судин, при діабетичній ретинопатії та серпоподібноклітинній анемії.

### Фармакокінетика
Тиклопідин швидко та добре всмоктується після перорального застосування, біодоступність препарату становить 80—90 %, після прийому їжі біодоступність препарату підвищується. Максимальна концентрація тиклопідину в крові досягається протягом 2 годин, а стабільна концентрація препарату в плазмі крові встановлюється після 7—10 днів постійного прийому (рівноважна концентрація встановлюється за 2—3 тижні постійного застосування). Тиклопідин майже повністю (на 98 %) зв'язується з білками плазми крові. Метаболізується препарат у печінці з утворенням близько 20 неактивних метаболітів. Виводиться препарат із організму переважно нирками, приблизно третина тиклопідину виводиться із жовчю та калом. При короткочасному застосуванні період напіввиведення препарату становить 13 годин, при довготривалому застосуванні цей час зростає до 4—5 діб. Збільшення часу напіввиведення препарату спостерігається при печінковій недостатності, незначне збільшення періоду напіввиведення препарату спостерігається також при нирковій недостатності.

## Показання до застосування
Тиклопідин застосовується як антиагрегант при облітеруючих захворюваннях судин нижніх кінцівок, у реабілітаційному періоді після перенесеного інфаркті міокарду або гострих порушень мозкового кровообігу, для профілактики тромбоутворення після шунтування судин або застосування апарату штучного кровообігу, стан після переливання крові, при серпоподібноклітинній анемії, для профілактики діабетичної ретинопатії, діабетичної нефропатії та діабетичної ангіопатії.

## Побічна дія
При застосуванні тиклопідину найчастішими побічними ефектами є:
- З боку шкірних покривів та алергічні реакції — висипання на шкірі, синдром Стівенса-Джонсона, синдром Лаєлла, набряк Квінке, васкуліт, кропив'янка, гіперемія шкіри, алергічний інтерстиціальний пневмоніт.
- З боку нервової системи — головний біль, головокружіння, загальна слабкість, шум у вухах, нервозність, зниження концентрації уваги, периферична нейропатія.
- З боку травної системи — нудота, діарея, зниження апетиту, загострення виразкової хвороби, коліт, вкрай рідко —фульмінантний гепатит.
- З боку серцево-судинної системи — тахікардія; приливи крові до обличчя; підвищена кровоточивість, в тому числі гематоми, синці, кровотечі (у тому числі післяопераційні, внутрішньомозкові, найчастіше носові).
- Зміни в лабораторних аналізах — нейтропенія, агранулоцитоз, аплазія кісткового мозку, панцитопенія, тромбоцитопенія або тромботична тромбоцитопенічна пурпура, еозинофілія, підвищення рівня активності амінотрансфераз.

## Протипокази
Тиклопідин протипоказаний при підвищеній чутливості до препарату, при гострій кровотечі та схильності до кровотеч, захворювання що супроводжуються подовженням часу кровотемі, важкій печінковій недостатності, геморагічному інсульті в гострій та підгострій фазі, лейкопенії, тромбоцитопенія та агранулоцитозі в анамнезі, при вагітності та годуванні грудьми.

## Форми випуску
Тиклопідин випускається у вигляді таблеток по 0,25 г.